# Цолода
Цолода (рос. Цолода) — село Ахвахського району, Дагестану Росії. Входить до складу муніципального утворення Сільрада Цолодинська.
Населення — 534 (2010).

## Населення
За даними перепису населення 2002 року в селі мешкало 654 особи. В тому числі 291 (44,50 %) чоловік та 363 (55,50 %) жінки.
Переважна більшість мешканців — аварці (100 % від усіх мешканців). У селі переважає аварська мова.